# Assyria
Assyria was van 116 tot 117 n.Chr. een provincie van het Romeinse Rijk. Het strekte zich waarschijnlijk uit ten oosten van de Tigris, maar het is onbekend in hoeverre, en of het gebied Atropatene er deel van uitmaakte of niet. De hoofdstad was Ctesiphon; andere belangrijke steden in Assyria waren Ninive en Arbela.
De provincie werd ingericht door keizer Trajanus tijdens zijn grote veldtocht in het Nabije Oosten (113-116) en was bedoeld als buffer tegen de Parthen. Het grensde aan de eveneens nieuwe en veel grotere provincies Mesopotamia en Armenia. De naam Assyria verwees naar Aššur, hoofdstad van het Assyrische Rijk (20e t/m 7e eeuw v.Chr.).
In 116 braken in meerdere delen van het Romeinse Rijk, waaronder Mesopotamia, opstanden uit; bovendien overleed Trajanus in 117. Zijn opvolger Hadrianus besloot de drie nieuwe oostelijke provincies weer te verlaten omdat ze te lastig te verdedigen waren.
Achaea · Alexandria et Aegyptus · Africa · Alpes Cottiae · Alpes Maritimae · Alpes Poeninae · Arabia Petraea · Armenia Inferior · Asia · Britannia · Cappadocia · Cilicia · Corsica · Creta · Cyprus · Cyrenaica · Dacia · Dalmatia · Epirus · Galatia · Gallia (Aquitania · Belgica · Lugdunensis · Narbonensis) · Germania (Inferior · Superior) · Hispania (Baetica · Lusitania · Tarraconensis) · Italia · Iudaea · Lycaeonia · Lycia · Macedonia · Mauretania (Caesariensis · Tingitana) · Moesië (Inferior · Superior) · Noricum · Numidia · Pannonia (Inferior · Superior) · Pamphylia · Pisidia · Pontus et Bithynia · Raetia · Sardinia · Sicilia · Syria · Thracia

Tijdelijke bezettingen: Germania (7-9 n.Chr.) · Armenia (114-117 n.Chr.) · Assyria (116-117 n.Chr.) · Mesopotamia (115-117 n.Chr.)